# Černý pasažér
Termínem černý pasažér se označuje osoba, která využívá služeb dopravy bez zaplacení jízdenky, letenky, přestože se na ni vztahuje povinnost platit. Černí pasažéři se vyskytují převážně v městské hromadné dopravě, v železniční dopravě a ojediněle i na palubách lodí. V letecké dopravě se kvůli zvýšeným kontrolám cestovních dokladů černí pasažéři prakticky nevyskytují. Mimo platících cestujících se ve většině dopravních systémů přepravují i osoby od placení osvobozené. Typicky jsou to děti, senioři a držitelé průkazu ZTP. Rozsah osvobození se v různých tarifních systémech liší.

## Opatření proti černým pasažérům
Při odhalení černých pasažérů se vyskytují postihy jako opatření proti cestám načerno. Mezi nejobvyklejší patří pokuta, nucené opuštění vlaku, tramvaje či autobusu. Vlastnictví jízdenky kontrolují buďto průvodčí nebo revizoři. Průvodčí je pověřená osoba, většinou se vyskytující ve vlaku, která má za povinnost kontrolovat jízdenky. Revizor je osoba oblečená v civilu, která má za úkol nečekaně dopadnout ty, jimž se povedlo skrýt se před kontrolou průvodčího, vyskytují se hlavně v autobusech, trolejbusech, tramvajích nebo v metru, kde průvodčí není. V letecké dopravě se vlastnictví letenky kontroluje pomocí seznamu cestujících a check-inů. Díky těmto kontrolám se černí pasažéři na palubách letadel vyskytují ojediněle.

## Důvody cestování načerno
- Finanční: Osoba cestuje načerno kvůli snaze ušetřit peníze.
- Politický: Osoba cestuje načerno, protože ví, že při zakoupení jízdenky by se prozradilo, že nepovoleně opouští zemi. Černí pasažéři v tomto případě však cestují mimo prostory pro cestující. Ve vlacích například pod vagónem, v letadlech někdy v podvozku či zavazadlovém prostoru.